# Покровское (Ивановская область)
Покровское — деревня в Савинском районе Ивановской области России, входит в состав Воскресенского сельского поселения.

## География
Деревня расположена в 8 км на юго-запад от центра поселения села Воскресенское и в 13 км на восток от райцентра посёлка Савино.

## История
В конце XIX — начале XX века деревня входила в состав Егорьевской волости Ковровского уезда Владимирской губернии. В 1859 году в деревне числилось 15 дворов, в 1905 году — 26 дворов.
С 1929 года деревня входила в состав Непотяговского сельсовета Ковровского района Ивановской Промышленной области, с 1935 года — в составе Савинского района, с 1954 года — в составе Воскресенского сельсовета, с 2005 года — в составе Воскресенского сельского поселения.

## Население
| 1859 | 1905 | 2010 |
| ---- | ---- | ---- |
| 98   | ↗133 | ↗296 |